# Boulenophrys pepe
Boulenophrys pepe — вид жаб родини азійських часничниць (Megophryidae). Описаний у 2024 році.

## Поширення
Ендемік Китаю. Поширений в горах Наньлін на північному заході провінції Гуандун. Вид був виявлений у вічнозелених широколистяних лісах на висотах від 490 до 540 метрів, де гірські струмки та шар опалого листя створюють різноманітні системи мікросередовища.